# Winfried Maier (Hockeyspieler)
Winfried Maier (* 1946) ist ein ehemaliger deutscher Hockeyspieler. Er war 1970 Europameister im Freien.  

## Sportliche Karriere
Winfried Maier vom Klipper THC in Hamburg bestritt zwischen 1969 und 1973 insgesamt 32 Länderspiele für die deutsche Nationalmannschaft. 1970 wurde in Brüssel die erste Europameisterschaft ausgetragen, die deutsche Mannschaft gewann ihre Vorrundengruppe mit zwei Siegen und einem Unentschieden. Im Viertelfinale bezwang die deutsche Mannschaft das englische Team mit 1:0. Nach einem 2:1-Halbfinalsieg über Frankreich siegten die Deutschen im Finale mit 3:1 gegen die Niederländer. Im Jahr darauf fand in Barcelona die erste Weltmeisterschaft statt. Die deutsche Mannschaft belegte in ihrer Vorrundengruppe nur den dritten Platz, nachdem sie das Entscheidungsspiel um den zweiten Platz gegen Kenia verloren hatte. Insgesamt belegte die deutsche Mannschaft den fünften Platz. Winfried Maier erzielte im Turnierverlauf drei Tore. In der Vorrunde besiegte die deutsche Mannschaft die Franzosen mit 4:0, wobei Winfried Maier und Wolfgang Baumgart je zwei Treffer beisteuerten.
1972 gehörte Maier nicht zum Kader für die Olympischen Spiele. Nach seiner Karriere war Winfried Maier als Hockeytrainer tätig.